# Saint-Gobert
Saint-Gobert és un municipi francès situat al departament de l'Aisne i a la regió dels Alts de França. L'any 2007 tenia 307 habitants.

## Demografia

### Població
El 2007 la població de fet de Saint-Gobert era de 307 persones. Hi havia 116 famílies de les quals 28 eren unipersonals (4 homes vivint sols i 24 dones vivint soles), 52 parelles sense fills i 36 parelles amb fills.
La població ha evolucionat segons el següent gràfic:
Habitants censats

### Habitatges
El 2007 hi havia 138 habitatges, 120 eren l'habitatge principal de la família, 8 eren segones residències i 10 estaven desocupats. 137 eren cases i 1 era un apartament. Dels 120 habitatges principals, 88 estaven ocupats pels seus propietaris, 30 estaven llogats i ocupats pels llogaters i 2 estaven cedits a títol gratuït; 6 tenien dues cambres, 17 en tenien tres, 46 en tenien quatre i 51 en tenien cinc o més. 96 habitatges disposaven pel capbaix d'una plaça de pàrquing. A 51 habitatges hi havia un automòbil i a 45 n'hi havia dos o més.

### Piràmide de població
La piràmide de població per edats i sexe el 2009 era:
| Homes | Edats   | Dones |
| ----- | ------- | ----- |
| 0     | 95 o +  | 0     |
| 0     | 90 a 94 | 0     |
| 0     | 85 a 89 | 4     |
| 8     | 80 a 84 | 0     |
| 4     | 75 a 79 | 4     |
| 8     | 70 a 74 | 8     |
| 8     | 65 a 69 | 16    |
| 16    | 60 a 64 | 16    |
| 8     | 55 a 59 | 8     |
| 16    | 50 a 54 | 8     |
| 8     | 45 a 49 | 4     |
| 20    | 40 a 44 | 16    |
| 8     | 35 a 39 | 4     |
| 16    | 30 a 34 | 8     |
| 12    | 25 a 29 | 16    |
| 8     | 20 a 24 | 0     |
| 12    | 15 a 19 | 4     |
| 0     | 10 a 14 | 12    |
| 8     | 5 a 9   | 8     |
| 12    | 0 a 4   | 12    |

## Economia
El 2007 la població en edat de treballar era de 187 persones, 115 eren actives i 72 eren inactives. De les 115 persones actives 94 estaven ocupades (57 homes i 37 dones) i 21 estaven aturades (14 homes i 7 dones). De les 72 persones inactives 19 estaven jubilades, 13 estaven estudiant i 40 estaven classificades com a «altres inactius».

### Ingressos
El 2009 a Saint-Gobert hi havia 123 unitats fiscals que integraven 306 persones, la mediana anual d'ingressos fiscals per persona era de 14.396 €.

### Activitats econòmiques
Dels 5 establiments que hi havia el 2007, 1 era d'una empresa de construcció, 2 d'empreses de comerç i reparació d'automòbils, 1 d'una empresa financera i 1 d'una empresa de serveis.
L'únic servei als particulars que hi havia el 2009 era un electricista.
L'any 2000 a Saint-Gobert hi havia 11 explotacions agrícoles.

## Equipaments sanitaris i escolars
El 2009 hi havia una escola elemental integrada dins d'un grup escolar amb les comunes properes formant una escola dispersa.

## Poblacions més properes
El següent diagrama mostra les poblacions més properes.